# Sülzle Gruppe
Die Sülzle Gruppe ist eine Unternehmensgruppe, die aus den neun Bereichen Sülzle Stahlpartner, Sülzle Nutzeisen, Sülzle Hagmeyer, Sülzle Stahl Ehrenfriedersdorf, Sülzle Armierungstechnik, Sülzle Kopf, Sülzle Kopf SynGas, Sülzle Klein, Sülzle Stahlshop, Sotralentz Construction und P. T. Post Stahlhandel besteht. Sie beschäftigt mehr als 1.000 Mitarbeiter an insgesamt 30 Standorten in Deutschland und Frankreich. Der Stammsitz mit der Muttergesellschaft Sülzle Holding GmbH & Co.KG befindet sich in Rosenfeld im baden-württembergischen Zollernalbkreis. Die Schwerpunkte der Gruppe liegen auf dem Stahlhandel, dem Anlagenbau, der Gebäudetechnik, der Umwelttechnik sowie auf Lösungen für die Behandlung und Verwertung von Klärschlamm.

## Geschichte
1880 erfolgte die Gründung einer Zeugschmiede durch Wilhelm Christian Sülzle am Marktplatz in Rosenfeld. Zehn Jahre später folgte die Eröffnung eines Ladens für Eisen- und Haushaltswaren.
Mit dem Bau der Werkstatt 1922 übernahm Wilhelm Karl Sülzle die Firma und teilte diese 1953 in drei Sparten auf: Helmut Sülzle Eisenwaren, Wilhelm Sülzle Landmaschinen sowie Heinrich Blickle Süro Gerätebau, aus der später die Blickle Räder+Rollen GmbH u. Co. KG entstand.
1957 übernahm Helmut Sülzle das Unternehmen und realisierte 1970 den Neubau einer Eisen- und Stahlhalle in Rosenfeld.
Ab 1988 leitete Edith Sülzle die Firma, vorerst alleine, bis 1990 der älteste Sohn Heinrich Sülzle nach abgeschlossenem Betriebswirtschaftsstudium in die Firma einstieg. In den darauffolgenden Jahren traten auch dessen Brüder Hartmut Sülzle und Andreas Sülzle sowie die Schwester Edith Kuret in das Unternehmen ein.
Durch Übernahmen verschiedener Firmen und Eröffnungen neuer Standorte in Deutschland und Frankreich wuchs die Sülzle Gruppe ab dem Jahr 2000 kontinuierlich und erschloss mit neuen Unternehmensbereichen neben dem Stahlhandel auch andere Branchen.

## Unternehmensbereiche
Die Sülzle Stahlpartner GmbH besteht aus 18 Stahlhandel- und Biegebetrieben in Deutschland. Das Unternehmen ist Anbieter von Bewehrungsstahl, Profilstahl, Armierungskörben, Schraubverbindungen, Rohren und Blechen. Zuletzt kamen mit der Verschmelzung der STP Aichach GmbH auf die Sülzle Stahlpartner GmbH im Januar 2021 Aichach und München als neue Standorte hinzu.
Sülzle Kopf entstand durch die Übernahme der Kopf Gesellschaft 2008 und unterteilt sich in drei Bereiche: Sülzle Kopf Anlagenbau ist in der Planung, Fertigung, Montage und Inbetriebnahme von Anlagen für die Trink-, Brauch- und Abwassertechnik sowie für die industrielle Abluft- und Abgasreinigung tätig. Sülzle Kopf Gebäudetechnik ist im Bereich der Energiekonzepte am Markt aktiv. Der Unternehmensbereich bietet Blockheizkraftwerke, Kühl- und Klimaanlagen, Lüftungsanlagen sowie Heizungs- und Sanitärinstallationen für unterschiedliche Gebäude. Der dritte Bereich Kopf SynGas ist ein Anbieter für Lösungen von energetischer Verwertung von Klärschlamm.
2010 wurde die Sülzle Nutzeisen GmbH in Sulz am Neckar gegründet und ist seither im Verkauf, der Vermietung und dem Rückkauf von neuem und gebrauchtem Stahl für den Spezialtiefbau und Brückenbau aktiv.
Die Sülzle Klein GmbH ist ein Entwickler und Hersteller von Eindickungs-, Entwässerungs- und Trocknungsanlagen für die Behandlung von Klärschlamm und anderen Suspensionen. Das Unternehmen entstand durch die Übernahme der Firma Klein Technical Solutions GmbH aus Niederfischbach 2014.
Sotralentz Construction zählt seit 2016 zur Sülzle Gruppe und hat seinen Sitz im französischen Ort Drulingen. Das Unternehmen stellt Bewehrungen für den Stahlbetonbau, insbesondere Listenmatten und Tübbings für den Tunnelbau, her.
Die Stahl Ehrenfriedersdorf GmbH & Co. KG wurde im Jahr 2018 von der Sülzle Gruppe übernommen und ist seitdem als Sülzle Stahl Ehrenfriedersdorf GmbH am Markt für Stahlhandel, Stahlbau und Montage tätig.
Im Jahr 2018 entstand durch die Übernahme des Hagmeyer Stahlcenters in Geislingen an der Steige die Sülzle Hagmeyer GmbH. Das Unternehmen ist im Stahlhandel sowie der Stahlbearbeitung aktiv.

## Entwicklung der Standorte von Sülzle Stahlpartner
Nach der Eröffnung eines neuen Standortes Dornstetten im Jahr 2000 erfolgte 2002 die Übernahme der Firma Steim Eisenhandel Dusslingen. In den folgenden Jahren kam es zu mehreren weiteren Standortgründungen: der Firma Sülzle Stahlhandel GmbH Pforzheim (2003), die später zu Sülzle Stahlpartner Pforzheim wurde, der Firma Sülzle Stahlhandel GmbH Denkendorf (2005) die später zu Sülzle Stahlpartner Denkendorf wurde, sowie 2007 der Partnerfirma Stahlpartner Aichach GmbH mit Niederlassungen in Aichach und später auch in München. Seit 2021 gehören beide Standorte zur Sülzle Stahlpartner GmbH.
Es wurden mehrere Firmen übernommen: im Jahr 2011 die Gerhard Dittmar GmbH & Co. KG in Nordhausen, im Jahr 2012 sowohl die Biegerei F+G in Bad Schönborn als auch die Biegerei CMC Baustahl in Dessau-Roßlau, im Jahr 2015 die Biegerei Max Schön GmbH in Lübeck, 2018 die Biegerei Eisen-Pfeiffer in Stockach, rückwirkend zum 01.01.2024 den Stahlhandel P. T. Post Eisenhandel GmbH & Co. KG in Langenfeld und 2025 einen Teil des Unternehmens WesterwaldStahl GmbH in Ransbach-Baumbach.
2017 erfolgte die Eröffnung eines neuen Standorts in Seelze.